# Cyphon kongsbergensis
Cyphon kongsbergensis là một loài bọ cánh cứng trong họ Scirtidae. Loài này được Munster miêu tả khoa học năm 1924.